# Samuel-Agop Uluçyan
Samuel-Agop Uluçyan, mit Künstlernamen Sami Hazinses (* 1925 in Diyarbakır; † 23. August 2002), war ein türkischer Schauspieler armenischer Abstammung.

## Leben
Samuel-Agop Uluçyan ging nach Vollendung der Primarschule nach Istanbul. Im Jahre 1953 hatte er sein Kinodebüt im Film Kara Davut von Mahir Canova, zusammen mit Cüneyt Gökçer, Atıf Kaptan und Muhterem Nur.
Neben der Schauspielerei schrieb Uluçyan auch Texte und Kompositionen, darunter Bir Dilbere Müpteladır Deli Gönlüm für Zeki Müren. Sein Lied Derdimi Kimlere Desem wurde von zahlreichen Künstlern wie Müslüm Gürses und İbrahim Tatlıses gesungen.
Samuel-Agop Uluçyans Begräbnis fand in der Kirche Surp Takavor in Kadıköy statt, er wurde auf dem armenischen Friedhof Hasanpaşa begraben.

## Filmografie
- 1953: Kara Davut
- 1957: Korsan
- 1959: Karacaoğlan’ın Kara Sevdası
- 1960: Şoför Nebahat
- 1960: Aslan Yavrusu
- 1960: Can Mustafa
- 1961: Altın Kalpler
- 1961: Sessiz Harp
- 1961: Dikenli Gül
- 1961: Oy Farfara Farfara
- 1961: Kadın Asla Unutmaz
- 1961: Mahalleye Gelen Gelin
- 1961: Tatlı Bela
- 1962: Cengiz Han’ın Hazineleri
- 1962: Lekeli Kadın
- 1962: Çifte Kumrular
- 1962: Akasyalar Açarken
- 1962: Billur Köşk
- 1962: Memnu Meyva
- 1962: İki Çalgıcının Seyahati
- 1962: Biz de Arkadaş mıyız?
- 1963: Cici Can
- 1963: Adanalı Tayfur
- 1963: Kendini Arayan Adam
- 1963: Yedi Kocalı Hürmüz
- 1963: Şafak Bekçileri
- 1964: Abidik Gubidik
- 1964: Kızgın Delikanlı
- 1964: Keşanlı Ali Destanı
- 1964: Adalardan Bir Yar Gelir Bizlere
- 1964: Şoför Nebahat Ve Kızı
- 1964: Son Tren
- 1965: Buzlar Çözülmeden
- 1965: Veda Busesi
- 1965: Pantolon Bankası
- 1965: Şepkemin Altındayım
- 1965: Sevişmek Yasak
- 1965: İçimizdeki Boşluk
- 1965: Tavan Arası
- 1965: Çiçekçi Kız
- 1965: Kalbimdeki Serseri
- 1965: İstanbul Kazan Ben Kepçe
- 1965: Korkunç İntikam
- 1965: Dört Deli Bir Aptal
- 1965: Şeker Gibi Kızlar
- 1966: Yakut Gözlü Kedi
- 1966: Yarını Olmayanlar
- 1966: Severek Döğüşenler
- 1966: Kalpsiz
- 1966: Sokak Kızı
- 1966: Bir Ateşim Yanarım
- 1967: Gecekondu Peşinde
- 1967: Külhanbeyler Kralı
- 1967: Garipler Sokağı
- 1968: Kızıl Maske
- 1968: Hapishane Gelini
- 1968: Avanta Kemal Torpido Yılmaz’a Karşı
- 1968: Çatallı Köy
- 1968: Yaşamak Haram Oldu
- 1969: Kadere Boyun Eğdiler
- 1969: Dost Hançeri
- 1969: Gel Desen Gelemem Ki
- 1969: Dağlar Kızı Reyhan
- 1969: Sarı Çizmeli
- 1969: Dağlar Şahini
- 1969: Tatlı Serseri
- 1969: Asi Kabadayı
- 1969: Karaoğlan’ın Kardeşi Sargan
- 1969: Fato / Ya İstiklal Ya Ölüm
- 1969: Yumurcak
- 1970: Seven Ne Yapmaz
- 1970: Maskeli Şeytan
- 1970: Arım, Balım, Peteğim
- 1970: Yumruk Pazarı
- 1970: Yaralı Ceylan
- 1970: Ah Müjgan Ah
- 1970: Amber
- 1970: Kafkas Şahini
- 1970: Talihsiz Baba
- 1970: Yaşamak İçin Öldüreceksin
- 1970: Kaçak
- 1970: İşportacı Kız
- 1970: Yumurcak Köprüaltı Çocuğu
- 1970: Şoför Nebahat
- 1970: Aşktan da Üstün
- 1971: Satın Alınan Koca
- 1971: Belanın Kralı
- 1971: Donkişot Sahte Şövalye
- 1971: Bebek Gibi Maşallah
- 1971: Keloğlan Ve Yedi Cüceler
- 1971: Ölüm Bana Vız Gelir
- 1971: Ayıpettin Şemsettin
- 1971: Altın Mı Aşk Mı
- 1971: Bayan Bacak Ve Tabanca Bıçak
- 1971: Fatoş Sokakların Meleği
- 1971: Gölgen Bile Benden Korkar
- 1971: Hem Döğüş Hem Seviş
- 1971: İşte Deve İşte Hendek
- 1971: Mavi Boncuk Lassi
- 1971: Oyun Bitti
- 1971: Fadime Cambazhane Gülü
- 1972: Belalılar Şehri
- 1972: Kaplan Kadın Dehşet Adasında
- 1972: Çapkınlar Şahı / Don Juan 72
- 1972: Balıkçı Kız
- 1972: Bitirim
- 1972: Karamanın Koyunu
- 1972: Ver Allahım Ver
- 1973: Dağlar Kurbanı
- 1973: Acı Hayat
- 1973: Bitirim Kardeşler
- 1973: Bitirimler Sosyetede
- 1973: Kara Sevda
- 1973: Özleyiş
- 1973: Vurgun
- 1973: Anneler Günü
- 1973: Ezo Gelin
- 1974: Atını Seven Kovboy (film)|Atını Seven Kovboy
- 1974: Almanyalı Yarim
- 1974: Öpme Sev
- 1974: Yaz Bekarı
- 1974: Dertler Benim Olsun
- 1975: Sarı Necmiye / İt Adası
- 1975: Bahtı Kara Yarim
- 1975: Deli Kız
- 1975: Hem Seviş Hem Dövüş / Trafik Cemal
- 1975: Zımbala Bilal / Her Yol Sana Helal
- 1975: Acele Koca Aranıyor
- 1975: Gariban Şakir
- 1975: Gülşah
- 1975: Evcilik Oyunu
- 1976: Ah Dede Vah Dede
- 1976: Ah Bu Gençlik
- 1976: Analar Ölmez
- 1976: Bitmeyen Şarkı
- 1976: Oldu Olacak
- 1976: Sıralardaki Heyecan
- 1977: Aslan Bacanak
- 1977: Bizim Kız
- 1977: Sihirli Gözlük
- 1977: 3 Teufelskerle lachen alles nieder (Babanın evlatları)
- 1977: Eşref
- 1978: Yengen
- 1978: İsmet Bu Ne Kısmet
- 1978: Köşeyi Dönen Adam
- 1978: Tatlı Sevgilim Kaymaklı Lokum
- 1978: Fırçana Bayıldım Boyacı
- 1978: Kadınlar Hamamı
- 1978: Ayağında Kundura
- 1978: Sormagir Sokağı
- 1978: Köşeyi Dönen Adam
- 1978: Yara (Film)|Yara
- 1979: Gönül Oyunu / Yatak Hikayemiz
- 1979: Kenarın Kızları
- 1979: Canikom
- 1980: Çile
- 1980: Beş Parasız Adam
- 1981: Aşk Pınarı
- 1981: Hamaylı Boynundayım
- 1981: Kara Bahtım
- 1981: Ölmeyen Arkadaşlık
- 1982: Bizim Mahalle
- 1982: Buyurun Cümbüşe
- 1982: Soğukoluk
- 1982: Şıngırdak Şadiye
- 1982: Yürek Yarası
- 1983: Gırgıriyede Cümbüş Var
- 1983: Bir Zamanlar Kardeştiler
- 1983: Erkekçe
- 1983: İdamlık
- 1983: Can Kurban
- 1983: Yorgun
- 1984: Gırgıriyede Büyük Seçim
- 1984: Fırtına Kemal
- 1984: Geçim Otobüsü
- 1985: Gazino Bülbülü
- 1985: Güllü Kız
- 1985: Sevgi Damlacıkları
- 1985: Acımak
- 1985: Patron Duymasın
- 1986: Ağa Bacı
- 1986: Ağlıyorsam Yaşıyorum
- 1986: Güldürme Beni
- 1986: Korkusuz
- 1986: Kurtar Yarap
- 1986: Ölüm Vuruşu
- 1986: Kahkaha Marketi
- 1987: Günah Olmasa
- 1987: Oyunun Kuralı
- 1987: Damga
- 1988: Toprağın Gücü
- 1988: Ah Bir Çocuk Olsaydım
- 1988: Dilekçe
- 1989: Karılar Koğuşu
- 1989: Aşkın Sonu
- 1989: Canımdan Can İste
- 1989: Zulüm Treni
- 1989: Av
- 1989: İstanbul
- 1990: Hanımın Çiftliği
- 1990: Aşk Filmlerinin Unutulmaz Yönetmeni
- 1990: Beni Mi Buldun
- 1990: Kiraz Çiçek Açıyor
- 1992: Çıplak
- 1993: İnsanca Sevmek
- 1993: Yabancı
- 1993: Onu Beklerken
- 1993: Kırmızı Gül
- 1994: Dönüş
- 1994: Sevmek Seninle Güzel
- 1994: O Günden Sonra
- 1994: Ölüm Peşimizde
- 1994: Sarhoş
- 1994: Deliler Kudurunca
- 1994: İki Küçük Yaramaz
- 1994: Ateş Sönüyor
- 1994: Beklenmeyen Misafir
- 1994: İkimiz De Sevmiştik
- 1996: Leş Kargaları
- 1996: Zehirli Çiçek
- 1996: Bodyguard
- 1996: Sevda
- 1997: Bitmeyen Bekleyiş
- 1997: Şakir Tamkeriz